# Baumen (Waldbröl)
Baumen ist eine Ortschaft in der Stadt Waldbröl im Oberbergischen Kreis im südlichen Nordrhein-Westfalen (Deutschland) innerhalb des Regierungsbezirks Köln.

## Lage und Beschreibung
Der Ort liegt ca. 3,3 km südlich vom Stadtzentrum entfernt.
Der Baumener Bach teilt Baumen in zwei Teile. Der nördliche Teil wurde in den 70/80er-Jahren, durch die damalige Anlage einer "Feriensiedlung", die inzwischen dauerhaft bewohnt ist, deutlich vergrößert. Der früher für diesen Teil häufig genutzte Begriff "Feriensiedlung" wird daher mittlerweile selten genutzt.

## Geschichte

### Erstnennung
1454 wurde der Ort das erste Mal urkundlich erwähnt und zwar "Der Schutteler ? van den Baumen gehört zu den geschädigten bei einem Raubzug der Bergischen."
Schreibweise der Erstnennung: Baumen

## Freizeit

### Vereinswesen
- Ortsgemeinschaft Baumen e. V.

### Wander- und Radwege
Durch Baumen führen der Wanderweg X2 vom Sauerländischen Gebirgsverein von Au (Sieg) nach Marienheide sowie die Rundwanderwege A4 von/nach Waldbröl und O von/nach Niederhof.